# Яґо (рід)
Яґо (Iago) — рід акул родини Куницеві акули. Має 2 види, ще 1 не має наукового опису. Отримав назву на честь персонажа трагедії В.Шекспіра «Отелло».

## Опис
Загальна довжина представників цього роду коливається від 58 до 75 см. Голова велика. Морда подовжена, відносно вузька. Очі великі, овальні, з мигальною перетинкою. За ними розташовані невеличкі бризкальця. Під очима є щічні горбики. Губні борозни довгі. Рот невеликий, дугоподібний. Зуби невеличкі, з притупленими верхівками. У них 5 пар коротких зябрових щілин. Тулуб стрункий. Грудні плавці великі. Має 2 спинних плавця, з яких передній більше за задній. Передній спинний плавець починається навпроти середини грудних плавців. Задній плавець починається попереду анального плавця і закінчується навпроти кінця анального плавця. Анальний плавець менше за задній спинний плавець. Черево товсте. Хвостовий плавець вузький, гетероцеркальний з характерним «вимпелом» на верхній лопаті.
Забарвлення сіро-коричневе або коричневе. Кінчики плавців темніше.

## Спосіб життя
Тримаються на глибинах від 110 до 2200 м, континентальному шельфі. Полюють біля дна, є бентофагами. Живляться молюсками, ракоподібними, дрібною костистою рибою, личинками морських тварин, водоростями.
Це живородні акули. Самиці народжують від 4 до 10 акуленят.
М'ясо цих акул доволі смачне, є об'єктом місцевого рибальства. Втім промисловий вилов відсутній.
Не становлять загрози для людини.

## Розповсюдження
Мешкають біля узбережжя західної Австралії, Філіппін, о. Калімантан та Сулавесі, Нова Каледонія, в Червоному та Аравійському морях.

## Види
- Iago garricki  Fourmanoir & Rivaton, 1979
- Iago mangalorensis  (Cubelio, Remya & Kurup, 2011)
- Iago omanensis  Norman, 1939